# OK Computer
OK Computer treći je studijski album britanskog alternativnog rock sastava Radiohead. U Ujedinjenom ga je Kraljevstvu 16. lipnja 1997. objavio Parlophone, a u SAD-u ga je 1. srpnja 1997. objavio Capitol Records.
Sastav se namjerno pokušava odvojiti od introspektivno orijentiranog zvuka gitare svog prethodnog albuma The Bends. Njegov slojevit zvuk i širok raspon utjecaja ga razlikuje od mnogih Britpop i alternativnih rock sastava popularnih u to vrijeme i postavlja temelje za Radioheadov kasniji, više eksperimentalni rad.
OK Computer bio je prvi album koji je sastav samostalno producirao, a u tome im je pomogao Nigel Goodrich. Grupa je snimila album početkom 1997. u Oxfordshireu i Bathu. Cijena prodaje albuma je u početku bila vrlo niska zbog navodno nekonvencionalnog i nepodešenog zvuka; ipak, OK Computer dosegao je broj jedan na britanskoj ljestvici albuma i postao Radioheadov najbolje plasirani album na američkim ljestvicama u to vrijeme, gdje se popeo na 21. mjesto ljestvice Billboard 200. Tri singla: "Paranoid Android", "Karma Police" i "No Surprises" objavljeni su u promociji albuma.

## Popis pjesama
Tekstovi i glazba: Radiohead. 
| 1.    | »Airbag«                      | 4:44 |
| 2.    | »Paranoid Android«            | 6:23 |
| 3.    | »Subterranean Homesick Alien« | 4:27 |
| 4.    | »Exit Music (For a Film)«     | 4:24 |
| 5.    | »Let Down«                    | 4:59 |
| 6.    | »Karma Police«                | 4:21 |
| 7.    | »Fitter Happier«              | 1:57 |
| 8.    | »Electioneering«              | 3:50 |
| 9.    | »Climbing Up the Walls«       | 4:45 |
| 10.   | »No Surprises«                | 3:48 |
| 11.   | »Lucky«                       | 4:19 |
| 12.   | »The Tourist«                 | 5:24 |
| 53:21 |                               |      |